# Caput mundi
(Tito Livio, Ab Urbe condita libri, I, 16)

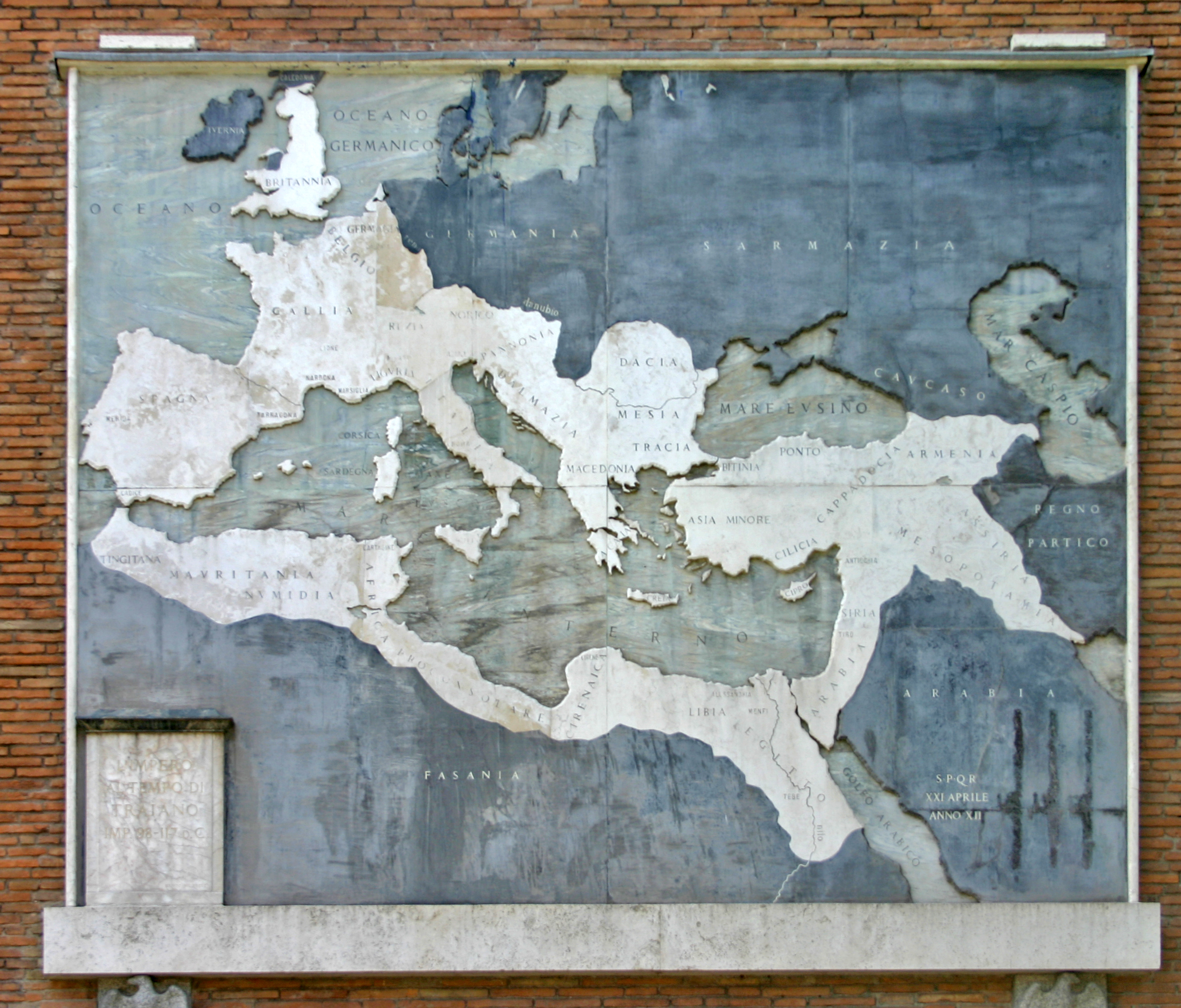
Roma capitale imperiale all'apice dell'espansione territoriale

L'espressione latina caput mundi, riferita alla città di Roma, significa "capitale del mondo", e si ricollega alla grande estensione raggiunta dall'Impero romano
tale da fare - secondo il punto di vista degli storiografi imperiali - della città capitolina il crocevia di ogni attività politica, economica e culturale mondiale.
L'espressione caput mundi venne utilizzata dal poeta latino Marco Anneo Lucano nella sua Pharsalia:
(Marco Anneo Lucano, Pharsalia, II, 655-656)
e, prima ancora, nella versione caput orbis, da Ovidio negli Amores:
(Ovidio, Amores, I, 15, 25-26)
Nel Medioevo si diffuse invece la formula:
Il verso è citato anche dallo storico e medievista tedesco Ferdinand Gregorovius.

Nel facsimile (1896) di Konrad Miller della Mappa di Hereford (1276-83) è riportato: